# Danthoniopsis acutigluma
Danthoniopsis acutigluma là một loài thực vật có hoa trong họ Hòa thảo. Loài này được Chippind. mô tả khoa học đầu tiên năm 1946.